# Pstružný potok (přítok Sázavy)
Pstružný potok je levostranný přítok řeky Sázavy v okresech Pelhřimov a Havlíčkův Brod v Kraji Vysočina. Délka jeho toku činí 18,8 km. Plocha povodí měří 76,6 km².
V mapách Stabilního katastru k roku 1838 je potok uveden pod názvem Kamena trauba Bach.

## Průběh toku

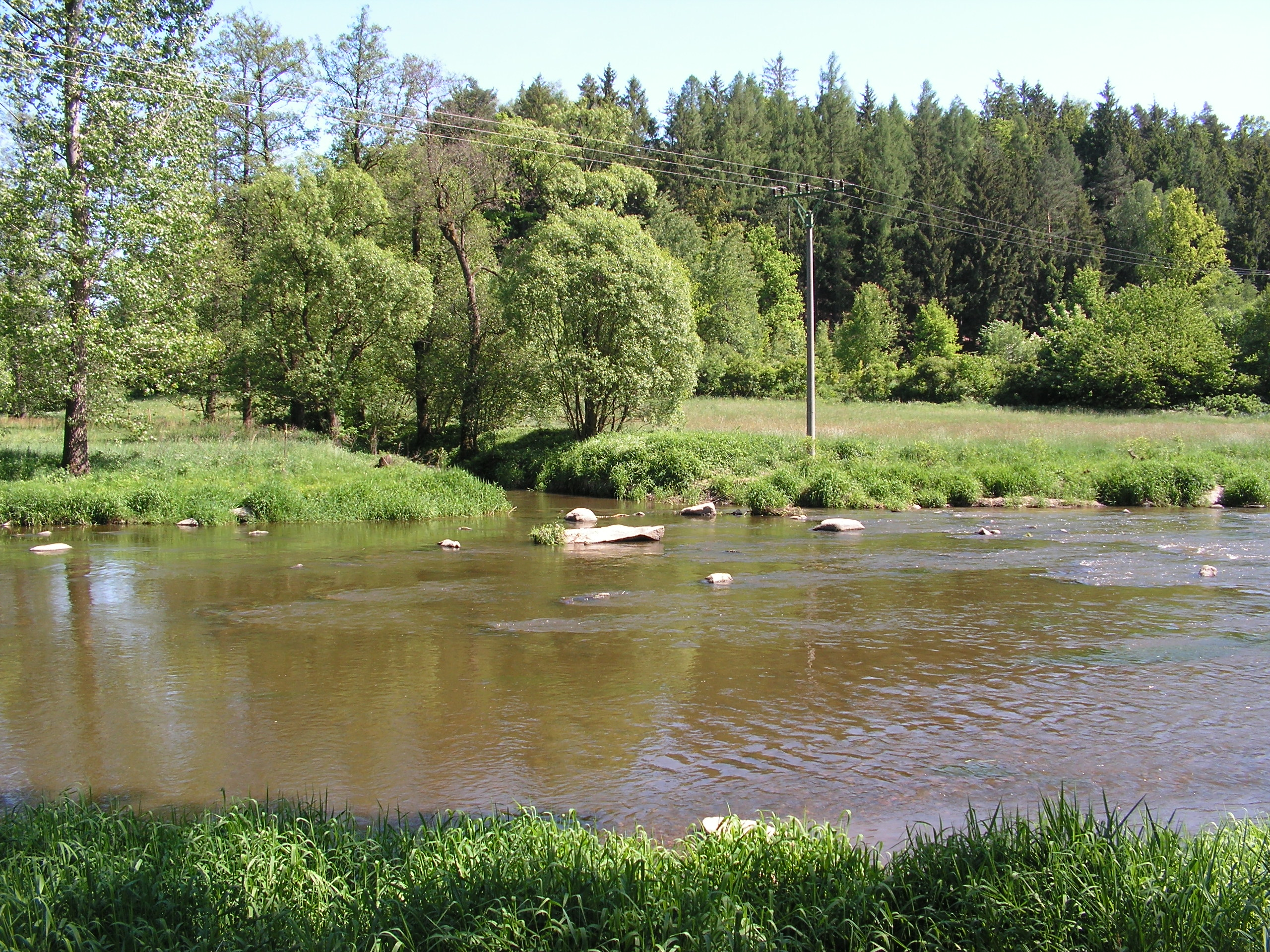
Ústí potoka do Sázavy

Pramenná oblast Pstružného potoka se nachází v Humpolci a v jeho nejbližším okolí. Potok teče převážně severním směrem. Pod Humpolcem jej posiluje zleva Rápotický potok a dále Čejovský potok, který přitéká z pravé strany od Čejova. Dále po proudu protéká Kejžlicí, u které přibírá z levé strany Jalovčí potok. Mezi Kejžlicí a Dolním Městem napájí velký rybník, který se jmenuje Kamenná trouba. Do Sázavy se vlévá za osadou Mariadol u Mrzkovic, na jejím 141,1 říčním kilometru, 3 km západně od Světlé nad Sázavou.

### Větší přítoky
- Rápotický potok, zleva, ř. km 15,0, délka 6,8 km[4]
- Čejovský potok, zprava, ř. km 14,4, délka 3,8 km[5]
- Jalovčí potok, zleva, ř. km 12,0, délka 5,6 km[5]

## Vodní režim
Průměrný průtok Pstružného potoka u ústí činí 0,53 m³/s.
M-denní průtoky u ústí:
| M [dní]  | Q30  | Q60  | Q90  | Q120 | Q150 | Q180 | Q210 | Q240 | Q270 | Q300 | Q330 | Q355 | Q364 |
| -------- | ---- | ---- | ---- | ---- | ---- | ---- | ---- | ---- | ---- | ---- | ---- | ---- | ---- |
| Q [m³/s] | 1,22 | 0,84 | 0,65 | 0,52 | 0,43 | 0,36 | 0,30 | 0,25 | 0,20 | 0,16 | 0,12 | 0,08 | 0,05 |

## Využití

### Malé vodní elektrárny
Spádu potoka na jeho dolním toku využívají tři MVE.

### Mlýny
- Vlkův mlýn (Čejov) – Čejov čp. 81, okres Pelhřimov, kulturní památka